# Reserva Natural de Zeya

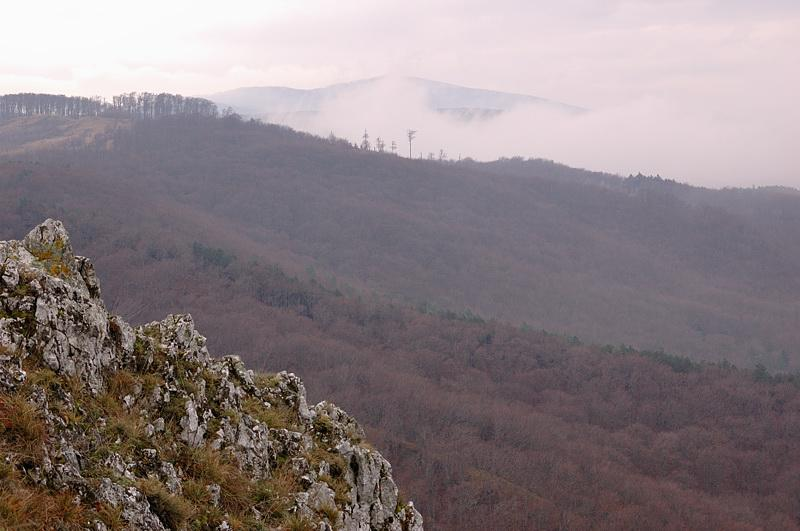
Vista de uma zona da Reserva Natural de Zeya

A Reserva Natural de Zeya (em russo:  Зейский заповедник) é uma área protegida da Rússia, localizada na zona montanhosa da cabeceira do rio Zeya, na ponta leste do tergo de Tukuringra da região de Amur, no Extremo Oriente Russo. Foi criada, em parte, para servir como referência para o estudo do impacto ecológico da Barragem Zeya e do seu reservatório de água, construídos entre a década de 1960 e a década de 1970. A reserva é coberto por uma floresta de taiga. Está situada a 13 quilómetros a norte da cidade de Zeya, no distrito de Zeysky, Oblast de Amur.

## Topografia
Esta área protegida está a cerca de 150 quilómetros a norte da fronteira entre a Rússia e a China, na bacia noroeste do rio Zeya, um tributário esquerdo do rio Amur. 40% do território está abaixo dos 700 metros de altitude, 35% entre os 700 m e os 1000 m, 18% entre os 1000 m e os 1300 m, e 7% acima dos 1300 metros. Existem mais de 200 pequenos cursos de água e pequenos rios, distribuídos de forma equilibrada por toda a reserva. No inverno, estes riachos e rios ficam congelados até ao fundo.

## Clima e eco-região
A reserva insere-se na ecorregião de florestas de coníferas das montanhas Da Hinggan-Dzhagdy. Esta região é caracterizada por planícies envoltas por pequenos montes de pelas montanhas Da Hinggan, uma área florestada que liga a China (Manchúria) à Rússia (bacia do rio Amur). Do lado russo a floresta é composta na sua maioria por taiga, e do lado chinês por lariço da Mongólia.
A reserva de Zeya tem clima subártico, caracterizado por verões frescos e longos e frios invernos, com pouca neve. A temperatura média na reserva é de -28,8 °C em janeiro e de +19,7 °C em julho. A precipitação encontra-se nos 515 milímetros por ano.

## Flora
Mais de 90% da reserva é coberta por floresta, com árvores características da zona de transição entre a taiga do sul e a taiga do norte. A altitude das determinadas zonas dita o tipo de árvore que nelas se encontram. Entre os 350 m e os 500 m, as árvores dominantes são o carvalho e a bétula; entre os 500 m e os 1000 m, as dominantes são o lariço, a bétula e o abeto; entre os 1000 m e os 1300 m encontra-se a taiga escura, o abeto e a picea; acima dos 1300 metros, encontra-se o cedro e várias plantas rasteiras.